# Алекса Владислав Марінович
Владислав Марінович Алекса — головний сержант Збройних Сил України, учасник російсько-української війни, що загинув у ході російського вторгнення в Україну у 2022 році.

## Життєпис
Владислав Алекса народився в селі Молниця Чернівецького району. З початком повномасштабного російського вторгнення в Україну перебував на передовій у складі одного з підрозділів 110-ї Запорізької окремої бригади територіальної оборони (військова частина А7038). Обіймав військову професію кулеметника. Загинув на початку квітня 2022 року в бою при звільненні населеного пункту в Запорізькій області східніше Гуляйполя. 16 квітня тіло захисника доставили до рідної Молниці. Місцеві зустрічали Героя живим ланцюгом. Прощатися з Владиславом Алексою в оселі його дідуся, Алекси Аурела. Похорон відбувся 17 квітня 2022 року. Заупокійну панахиду відслужили у Свято-Вознесенській церкві с. Молниця. Поховали військовослужбовця на сільському кладовищі.

## Нагороди
- Орден «За мужність» III ступеня (2022, посмертно) — за особисту мужність і самовіддані дії, виявлені у захисті державного суверенітету та територіальної цілісності України, вірність військовій присязі[4].